# Ramiro de Valdivia Cano
Ramiro Eduardo de Valdivia Cano (Arequipa, Perú, 23 de noviembre de 1947) es un abogado y docente universitario peruano. Magistrado de carrera, es juez de Corte Suprema del Perú, de la que fue presidente interino, de noviembre a diciembre de 2016. 

## Trayectoria
Cursó sus estudios superiores en la Universidad Católica de Santa María de su ciudad natal, donde se recibió como abogado (1972). Se graduó de doctor en Derecho Público por la Universidad Nacional de San Agustín (1974). Tiene una maestría en Derecho Comparado por la Universidad de Illinois (1980).
En el campo de la magistratura, fue magistrado titular del Jurado Nacional de Elecciones (1996-2001) y Vocal Supremo titular (desde el 2001). Actualmente es Juez de la Corte Suprema de Justicia de la República del Perú.
Ha ejercido la docencia en la Universidad Católica de Santa María, en la Universidad Nacional de San Agustín y en la Universidad Femenina del Sagrado Corazón (UNIFE). Es profesor principal en la Academia de la Magistratura.
En el campo de la abogacía, laboró por 23 años en el Estudio Jurídico Valdivia Cano S.A.; fue Jefe de Cooperación y Relaciones Internacionales en la Universidad Católica de Santa María; y es miembro del Colegio de Abogados de Arequipa, del que fue directivo.
Ha participado como expositor principal en numerosos congresos, conferencias, seminarios y talleres dictados sobre Derecho Constitucional y Procesal Constitucional.
Es conocido por haberse reunido con Vladimiro Montesinos cuando era integrante del Jurado Nacional de Elecciones y se analizaba la posibilidad de una nueva reelección de Alberto Fujimori. Por ello, fue acusado por asociación ilícita para delinquir, por haber integrado una organización para beneficiar al exmandatario en esa fecha, y que así pueda postular por tercera vez.
 Cuando en noviembre de 2016 renunció el titular de la Corte Suprema Víctor Ticona Postigo (por haber sido elegido presidente del Jurado Nacional de Elecciones), Ramiro de Valdivia asumió la presidencia interina del Poder Judicial, por ser el juez supremo más antiguo, hasta que a principios del año siguiente asumió como nuevo presidente Duberlí Rodríguez, para el periodo 2017-2018.

## Publicaciones
Ha publicado diversas investigaciones, libros, materiales de enseñanza y artículos, publicados, entre los que citamos los siguientes títulos:
- Chesterton
- Derecho Constitucional II
- Constitución, familia y juventud
- Libro X.C.C: El Exequatur
- Diccionario de Derecho Electoral
- Derechos Ciudadanos

| Predecesor: Víctor Ticona Postigo | Presidente interino de la Corte Suprema y del Poder Judicial del Perú 16 de noviembre de 2016 - 2 de enero del 2017 | Sucesor: Duberlí Rodríguez Tineo |